# Mark Chung
Mark Chung (Toronto, 16 giugno 1970) è un ex calciatore statunitense con passaporto giamaicano, di ruolo centrocampista.

## Palmarès

### Individuale
- MLS Best XI: 3

1997, 2002, 2003